# Drapieżnictwo

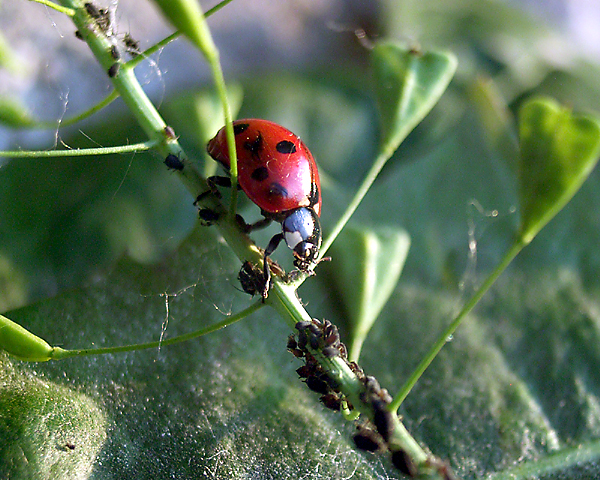
Drapieżnikiem jest biedronka siedmiokropka; jej larwy i osobniki dorosłe zabijają i zjadają mszyce

Drapieżnictwo – bywa definiowane jako sposób odżywiania się organizmów, polegający na wykorzystaniu jako pokarm ciała innego zwierzęcia i w odróżnieniu od pasożytnictwa prowadzący do śmierci ofiary. W ekologii jest traktowane jako jedna z form antagonistycznych zależności międzygatunkowych (drapieżnik–ofiara) lub wewnątrzgatunkowych (np. kanibalizm), które wykształciły się w toku koewolucji (adaptacja). 
Układy drapieżnik–ofiara i układy powiązane innymi interakcjami międzygatunkowymi, decydują o rozmieszczeniu, zrównoważeniu i strukturach ekosystemów.

## Strategie drapieżnictwa

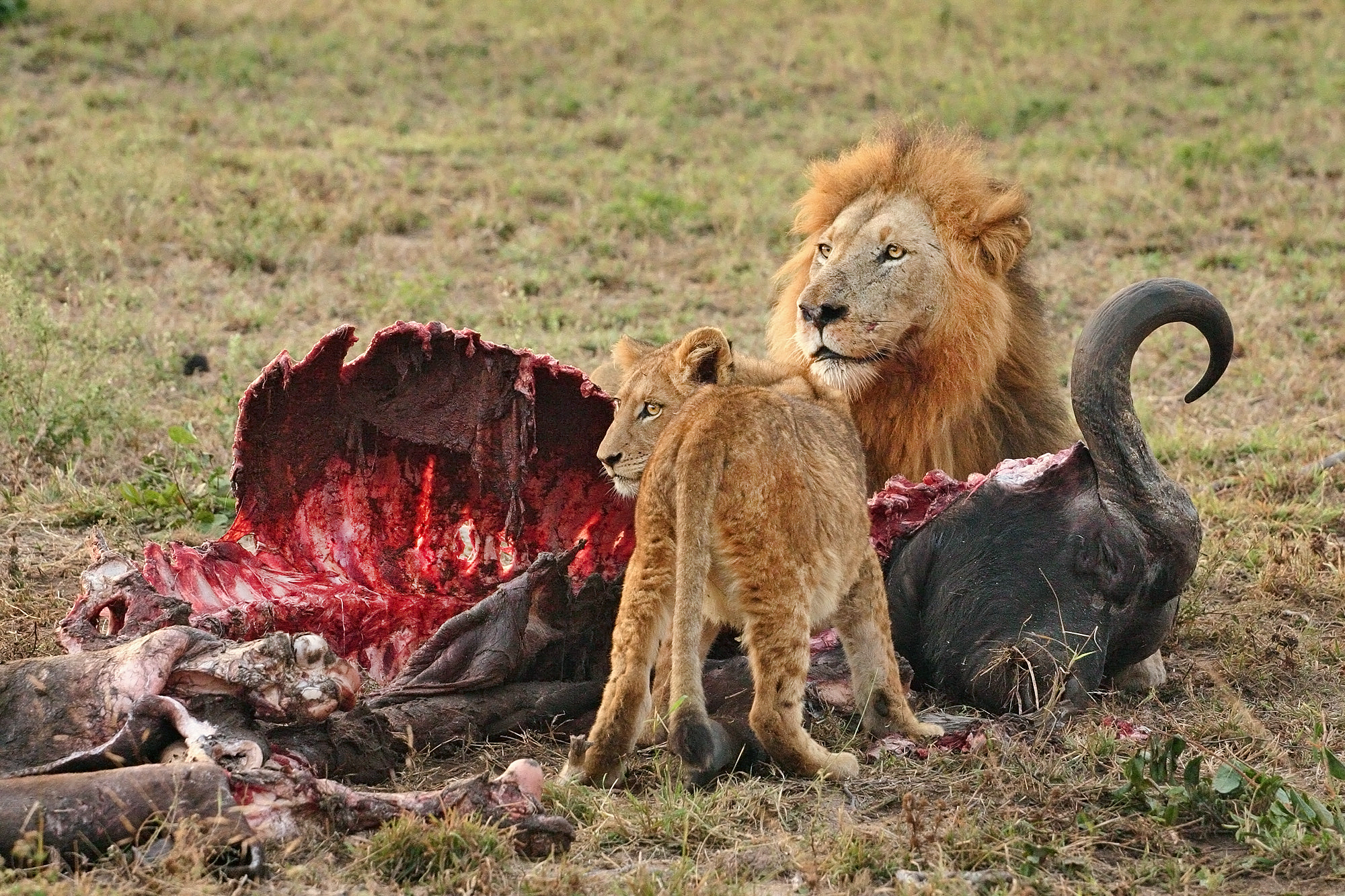
Para lwów przy szczątkach upolowanego bawołu afrykańskiego

Istnieją różne sposoby polowania, stadne i w pojedynkę. Niektóre drapieżniki łapią ofiarę po pościgu. Pościg może być szybki i krótkotrwały – jeśli ofiary nie uda się doścignąć, drapieżnik z niej rezygnuje (gepard) – lub dłuższy, dążący do zmęczenia ofiary (wilk szary). W skrajnych wypadkach pościg może trwać wiele godzin lub nawet kilka dni, gdy drapieżca nie może osiągnąć dużej prędkości, ale jest bardziej wytrzymały niż ofiara (likaon pstry). Pościg może też być stosunkowo krótki, po podejściu ofiary (lew afrykański). W skrajnych przypadkach oznacza to polowanie z zasadzki, np. zeskok z gałęzi (jaguar amerykański) lub wyskok spośród roślinności (szczupak). Zwierzęta polujące stadnie mogą stosować podział ról.
Pościg to nie jest jedyny sposób pozyskania ofiary. Niektóre drapieżniki budują różnego rodzaju pułapki – sieci (wiele pająków), pułapki ziemne (larwy mrówkolwowatych). Inne obezwładniają ofiarę uderzeniem języka (żaby, kameleony) lub parzydełek (parzydełkowce). Niektóre przywabiają ofiary wabikiem, udającym potencjalną ofiarę, lub świecącym wyrostkiem (żabnica). Drapieżca obezwładnia ofiarę siłą, gryząc ją (powodując wykrwawienie) lub dusząc, albo przy użyciu jadu.
Drapieżnictwem jest też zgryzanie ciał zwierząt osiadłych, np. gąbek, mimo że technicznie jest identyczne z roślinożernością.
Istnieją zwierzęta, które odfiltrowują pokarm z zawiesiny wodnej (fiszbinowce) lub mułu (rureczniki). Ich pokarmem stają się wtedy zarówno organizmy zwierzęce, jak i roślinne, bakterie oraz detrytus. Takiego odżywiania formalnie nie zalicza się do drapieżnictwa.

### Mechanizmy obronne u ofiar
Ofiary potrafią bronić się przed atakiem drapieżników m.in. ucieczką (mysz, zając, antylopa) w momencie ataku lub unikaniem miejsca i czasu, w których drapieżniki są najbardziej aktywne (migracje dobowe organizmów zooplanktonowych). Inne stają się niedostępne dla drapieżnika, wytwarzając różnego rodzaju pancerze (małże, ślimaki, skorupiaki, żółwie, chruściki domkowe) lub chowając się w kryjówki, bądź wytwarzając wyrostki (rogi, poroże, kolce itp.), utrudniające manipulację lub połknięcie przez drapieżnika (jeż, rozwielitka). Niektóre organizmy wytwarzają takie zabezpieczenia tylko w okresie zwiększonej presji drapieżników, co jest nazywane cyklomorfozą. Ukrywanie się jest ułatwiane przez różne strategie kamuflażu, w tym mimetyzm, polegający na upodabnianiu się do elementów otoczenia, np. przez przybieranie ubarwienia ochronnego. Jeszcze inne starają się odstraszyć wroga substancjami chemicznymi (tchórz, skunks), żądłem (błonkówki) lub samą informacją (także informacją fałszywą) o zawieraniu toksycznej substancji, zawartą w krzykliwej barwie ciała (salamandra plamista). W zależności od szczególnych uwarunkowań strategią obronną może być życie w rozproszeniu lub tworzenie stad.

### Wybór ofiar przez drapieżniki
Drapieżcy mogą polować na różne ofiary (polifagia) lub tylko na jeden ich gatunek (monofagia). Polifagi często wykazują oportunizm, tzn. polują na ten gatunek potencjalnych ofiar, który jest w danym momencie najłatwiejszy do zdobycia (najpospolitszy i najsłabszy). U typowych drapieżników, takich jak np. lew, udane jest tylko jedno na 5-10 polowań. Dzieje się tak, gdyż ich ofiarą z reguły padają osobniki młode, młode niedoświadczonych matek, osobniki stare, chore (np. zapasożycone, z kolcem w nodze itp).

### Wpływ drapieżników na liczebność populacji ofiar

Wykres zmian liczebności populacji w relacji drapieżnik-ofiara
(zob. równanie Lotki-Volterry)

Najsilniejsza zależność między liczebnością populacji ofiar a liczebnością populacji drapieżników występuje w przypadku drapieżników monofagicznych bytujących w zubożonych gatunkowo środowiskach, takich jak krąg polarny lub pustynia. Drapieżnik występujący w nadmiarze (w stosunku do pojemności ekosystemu) silnie przetrzebia populację ofiar, w efekcie ich liczba silnie spada. Nie mogąc znaleźć pokarmu, drapieżniki zdychają z głodu i po pewnym czasie ich liczba również spada. To z kolei pozwala się odbudować, zwykle też bardziej płodnej, populacji ofiar. Charakterystyczne jest, że szczyt liczebności drapieżnika występuje nieco później niż szczyt liczebności ofiary. Dzieje się tak, gdyż dopiero dojrzałe dzieci drapieżnika będą mogły skonsumować „nadmiar” swoich ofiar. Przykładem powyższych zależności mogą być stosunki pomiędzy lisem polarnym a zającem polarnym. W Polsce podobne korelacje występują pomiędzy liczebnością sów a liczebnością myszy i nornic. Powyższą zależność przedstawiono na wykresie obok. W ujęciu matematycznym zależności te ujmuje równanie Lotki-Volterry.
W środowiskach bardziej zróżnicowanych gatunkowo – gdzie występuje dobrze rozbudowana sieć łańcuchów pokarmowych – nie ma takich gwałtownych wahań liczebności (najwyżej miejscowo). Drapieżnik zaprzestaje polowań na osobniki przerzedzonej populacji. Nie robi tego świadomie, po prostu częściej w jego zasięgu wzroku (węchu) pojawiają się osobniki innego gatunku. Ich dostępność reguluje przypadek, a ten zależy od liczebności populacji potencjalnych ofiar.